# Sphaerophallus
Sphaerophallus är ett släkte av insekter. Sphaerophallus ingår i familjen Euschmidtiidae.
Kladogram enligt Catalogue of Life:
| Sphaerophallus | \| \| Sphaerophallus durus \| \| \| \| \| \| Sphaerophallus membranaceus \| \| \| \| \| \| Sphaerophallus micropterus \| \| \| \| |
|                | \| \| Sphaerophallus durus \| \| \| \| \| \| Sphaerophallus membranaceus \| \| \| \| \| \| Sphaerophallus micropterus \| \| \| \| |
|                | Sphaerophallus durus |
|                | |
|                | Sphaerophallus membranaceus |
|                | |
|                | Sphaerophallus micropterus |
|                | |